# 奧利韋
奥利韦（法語：Olivet，法語發音：[ɔlivɛ] ⓘ），法国中北部城市，中央-卢瓦尔河谷大区卢瓦雷省的一个市镇，隶属于奥尔良区，其市镇面积为23.39平方公里，2022年1月1日时人口数量为22,988人，是该省人口第三多的市镇，在法国城市中排名第408位。
奥利韦位于卢瓦雷省西部，省会奥尔良市区以南，是奥尔良南部重要的卫星城，通过有轨电车及多条公交线路连接市区。

## 地名来源

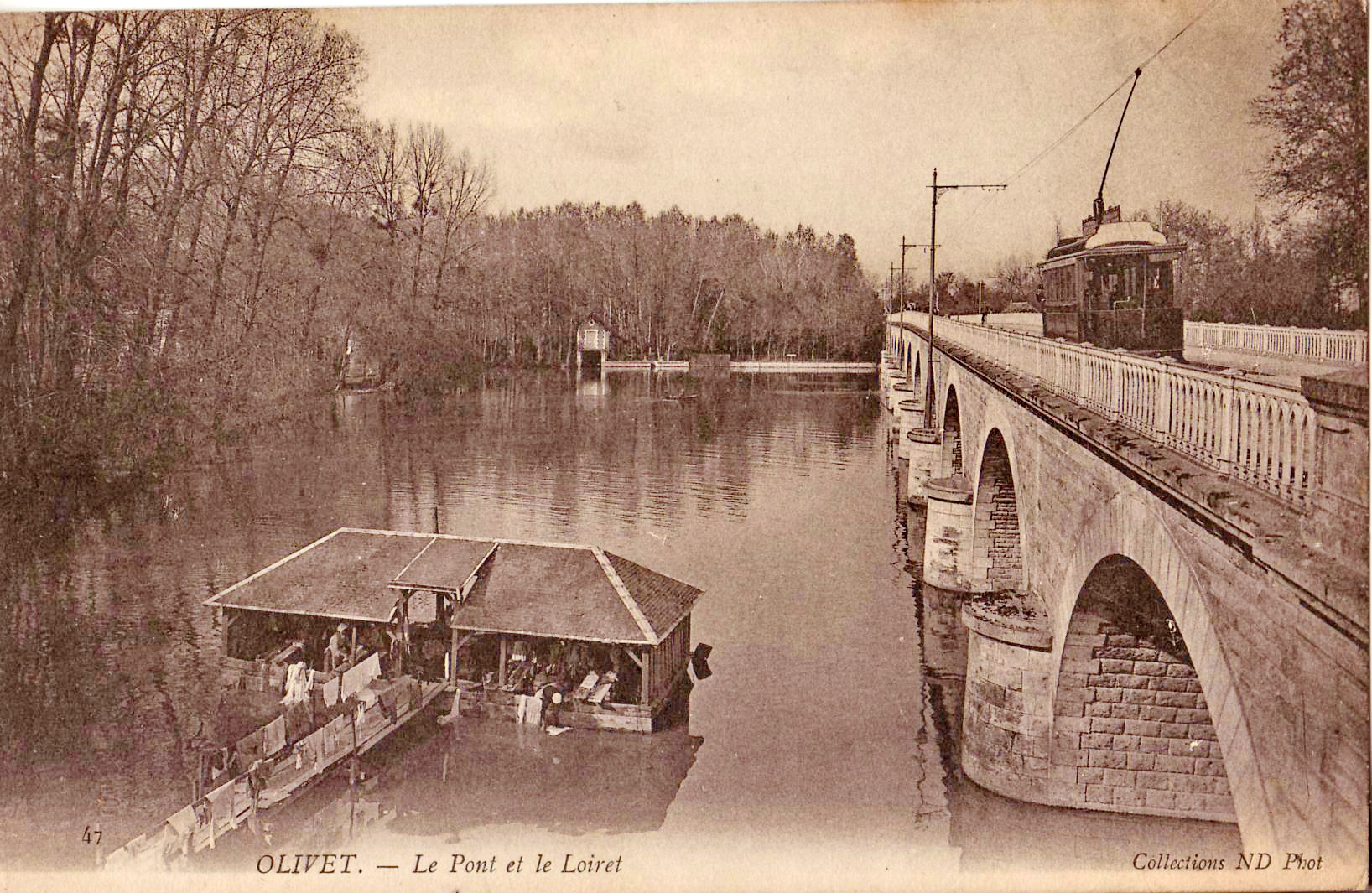
1912年奥利韦境内的卢瓦雷河大桥

“奥利韦”一名与耶路撒冷附近的橄榄山有关，一名来自耶路撒冷教会的道士在返回奥尔良后将此地命名为“奥利韦”以纪念橄榄山，这一名称最早出现于1238年，而在此之前，这一区域曾被称为“卢瓦雷河畔圣马丁”（Saint-Martin-sur-Loiret）。

## 历史
奥利韦历史上长期为一处普通村落，是米西圣梅曼修道院的一处领地。中世纪中期，卢瓦雷河畔出现了一座水力磨坊。法国大革命后，奥利韦和周边多个聚落组成了卢瓦雷省的一个市镇。工业革命期间，奥尔良城市逐渐向南扩张，奥利韦人口数量逐年上升，出现了连接奥尔良市区的有轨电车，后于1936年关闭。二战后，奥利韦逐渐发展成为奥尔良南部的重要卫星城，连接奥尔良的现代有轨电车于2000年11月建成运营。

## 地理

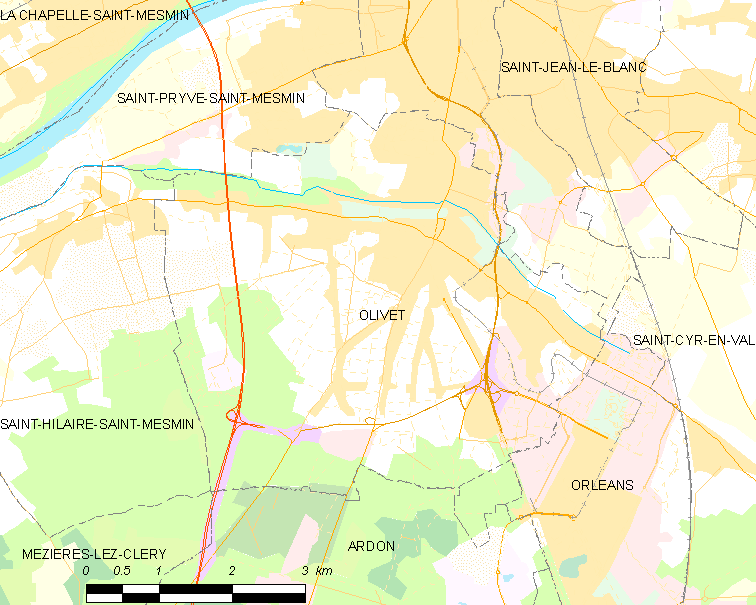
奥利韦市镇范围地图

奥利韦位于法国中北部，中央-卢瓦尔河谷大区东北部和卢瓦雷省西部，距离省会奥尔良市中心大约4公里。与奥利韦接壤的市镇包括：奥尔良、阿尔东、圣西尔昂瓦勒、圣伊莱尔圣梅曼、圣普里韦-圣梅曼。

### 地形
奥利韦位于巴黎盆地与索洛涅森林交界地带，境内以平原为主，地势平坦，全境海拔在89到109米之间。

### 水文
卢瓦雷河自东向西流经境内，该河是卢瓦尔河的左岸支流。

### 植被
奥利韦属于温带落叶林区，林地广泛分布于河流两岸，其中普蒂尔公园（Parc du Poutyl）是当地主要的城市绿地。
在鲜花城市的评比中，奥利韦被评为4星级鲜花城市。

### 气候
奥利韦在柯本气候分类法中属于温带海洋性气候。

## 行政区划
奥利韦是法国中央-卢瓦尔河谷大区卢瓦雷省的一个市镇，编号为45232。奥利韦隶属于奥尔良区和卢瓦雷省第一选区，管理奥利韦县，同时也是奥尔良都会区的组成部分。
法国国家统计与经济研究所（简称）在进行数据统计时，将奥利韦及相邻的另外18个市镇设为奥尔良城市核心区，并将包括核心区在内的周边共153个市镇划为奥尔良城市区。自2020年起，奥利韦城市区被包含136个市镇的奥尔良城市辐射区代替。此外，还将奥利韦市镇分为了9个“块区”（IRIS），以便于统计人口分布情况。

## 交通

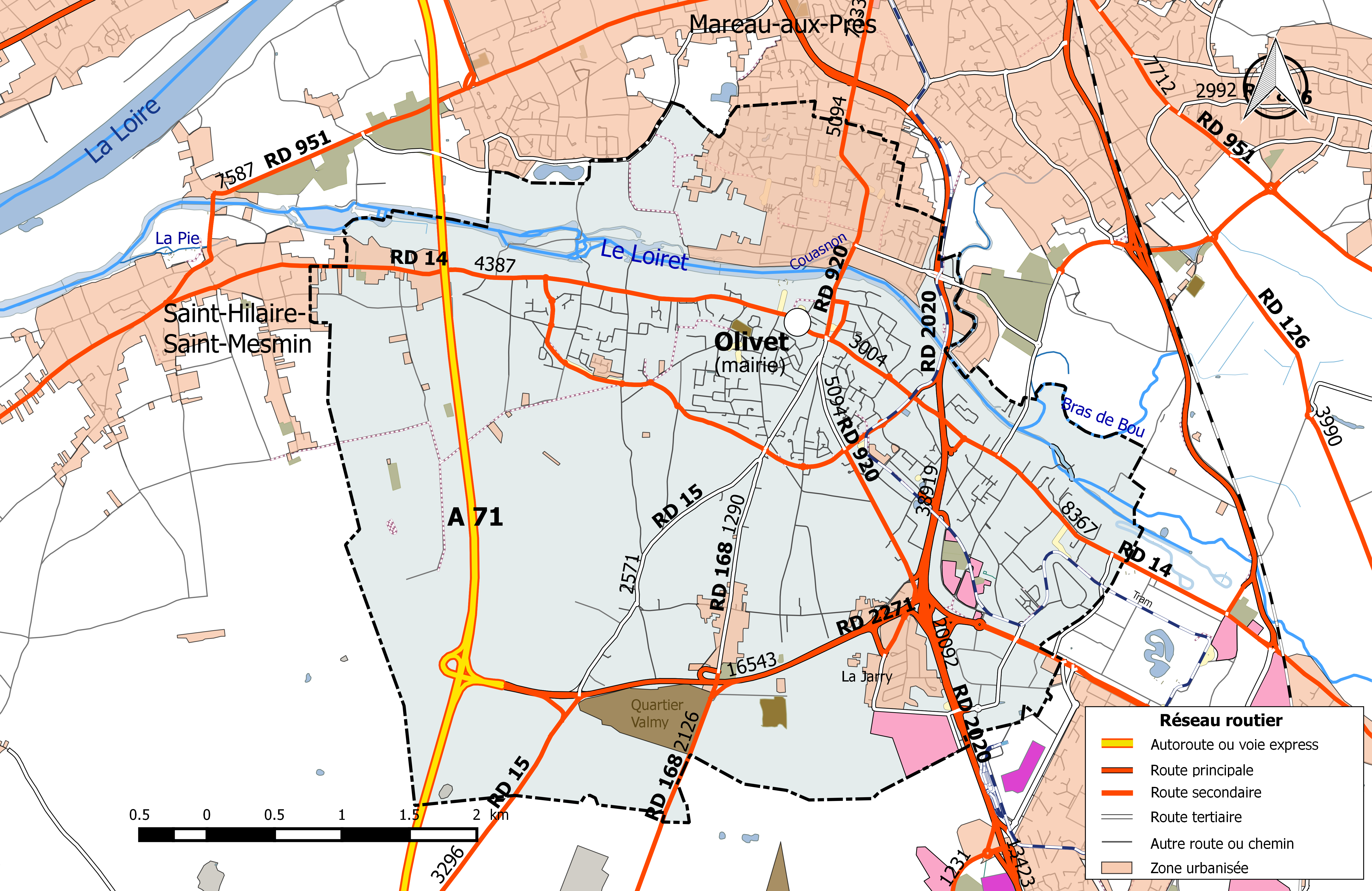
奥利韦道路地图

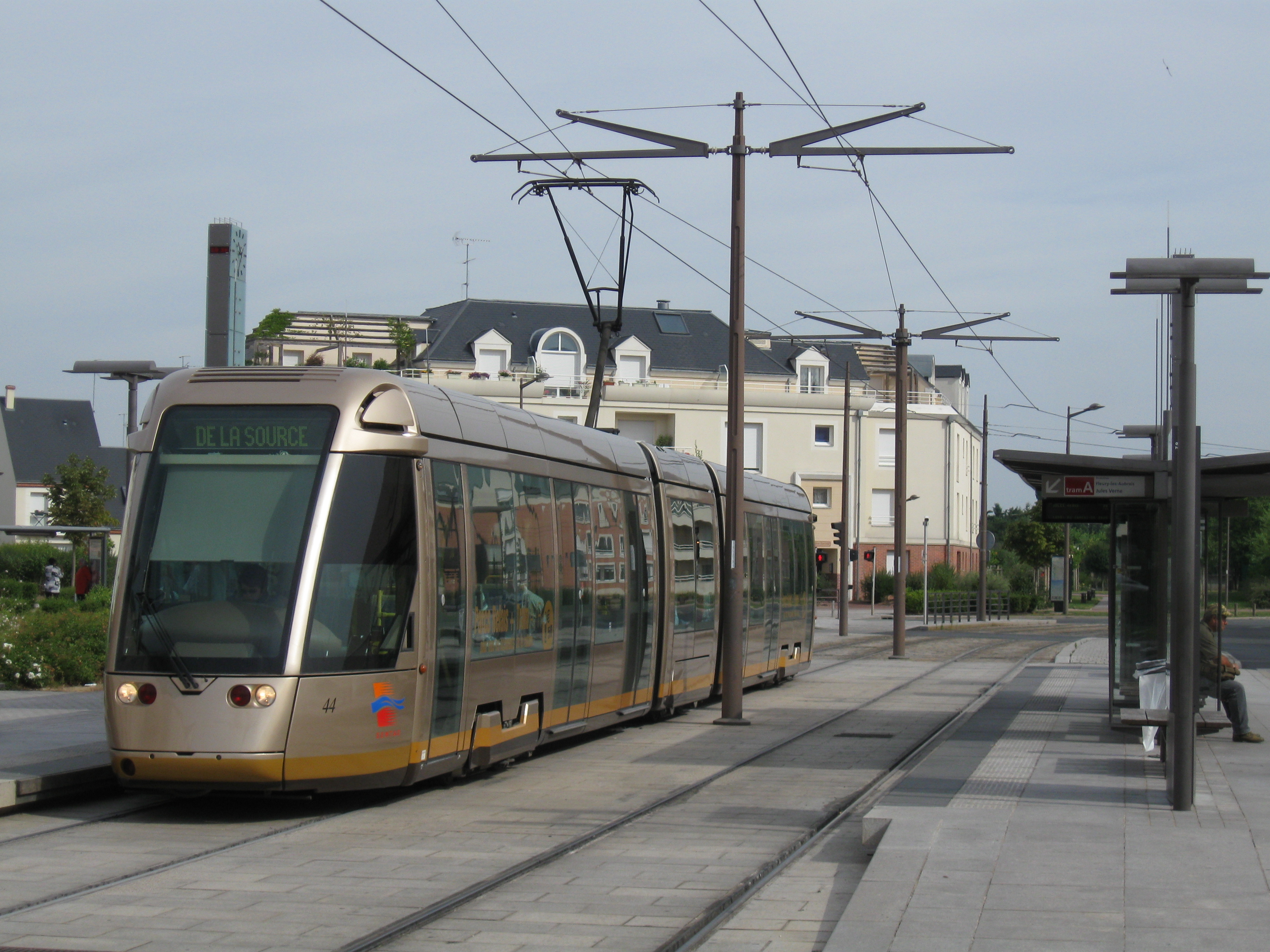
奥尔良有轨电车A线“维克多·雨果站”

### 公路
A71高速公路经过市区西部并设有2号出入口与市区连接，此外多条卢瓦雷省省道在奥利韦境内交汇。
2017年，80.1%的奥利韦家庭拥有至少一辆的私人汽车。2019年，奥利韦境内共发生各类交通事故26起，造成1人遇难，33人受伤。

### 铁路
距离奥利韦最近的客运铁路车站为奥尔良站，自奥利韦市中心乘坐公交1路或有轨电车A线可直达。

### 航空
距离奥利韦最近的民用航空站为巴黎-奥利机场，距离奥利韦市中心的公路里程约127公里。

### 城市公共交通
奥利韦是奥尔良城市公共交通（商业名称为）的服务范围。截至2021年4月，该系统下属的有轨电车A线以及公交1路、13路、17路、23路、26路经过奥利韦的市镇范围内。

## 政治
奥利韦的现任市长为马蒂厄·施莱辛格先生（Matthieu Schlesinger），他是一名右翼无党派人士的一名成员，在2020年的市政选举中获得了65.35%的支持率。
在2017年的法国总统大选中，法国第25任总统埃马纽埃尔·马克龙在奥利韦获得了78.92%的支持率。

## 人口
2018年，奥利韦市镇人口数量为22,168，在法国排名第408位。其中男性10,822人，女性11,129人，75岁及以上人口占8.3%，外籍人口数量为5,423人，人口密度为948人/平方公里，当地居民被称为（男性）或（女性）。2019年，奥利韦境内出生224人，死亡人口182人。
| 年份   | 1936  | 1946  | 1954  | 1962  | 1968  | 1975   | 1982   | 1990   | 1999   | 2006   | 2011   | 2016   | 2018   |
| ------ | ----- | ----- | ----- | ----- | ----- | ------ | ------ | ------ | ------ | ------ | ------ | ------ | ------ |
| 人口數 | 4,050 | 4,816 | 5,630 | 7,350 | 7,860 | 11,568 | 13,629 | 17,572 | 19,195 | 21,032 | 19,551 | 21,520 | 22,168 |

## 经济
奥利韦是一个奥尔良经济区的重要组成部分，当地共有各类用人单位2,720家，平均历史为15年，其中96.12%为中小型企业（PME）。（谷物食品及烟草销售）、（面粉加工）及（谷物食品及烟草销售）是当地2019年营业额最高的三个企业，分别为307,066,753欧元、185,366,837欧元和173,280,345欧元。

## 财政收入
2019年，奥利韦的财政收入总额为29,769,800欧元，财政支出总额为22,624,900欧元，当年的债务总额为12,400,900欧元。2020年，奥利韦共获得1,646,421欧元的国家财政补助，比上一年减少了0.02%。
2017年，奥利韦的人均月收入总额为2,663欧元，其中高级职员为4,317欧元，高于法国平均水平（4,214欧元）；中级职员为2,404欧元，高于法国平均水平（2,353欧元）；普通职员为1,739欧元，亦高于法国平均水平（1,690欧元）。
2017年，奥利韦境内的青壮年（15至64岁）失业率为9.4%，当地67.5%的家庭拥有纳税资格，平均纳税4,823欧元，高于法国平均水平（3,888欧元）。

## 社会事务

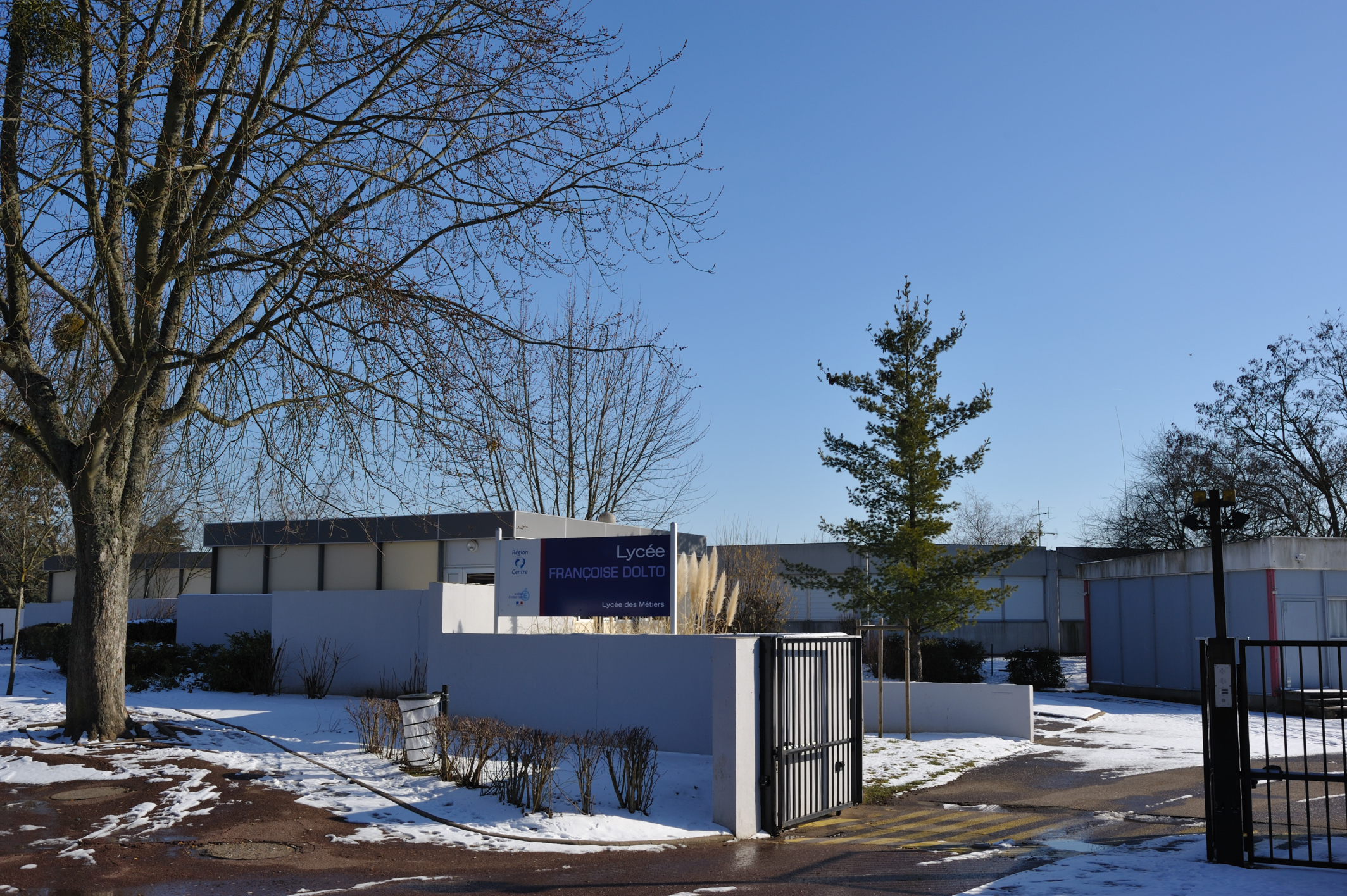
弗朗索瓦丝·多尔托高级中学

### 教育
奥利韦属于奥尔良-图尔学区。截止2019年1月1日，奥利韦境内共有4所幼儿园、8所小学、3所初级中学、1所普通高中和1所职业高中。2018至2019学年度，奥利韦境内共有在校中等教育阶段学生1,548名。

### 医疗
截止2019年1月1日，奥利韦境内共有全科医生21名、保健师43名、牙医17名、护士14名、耳科医生1名、眼科医生4名、皮肤科医生2名、助产士2名和儿科医生2名。境内共有药房7家、养老院2家、残疾人帮扶中心4家。
奥利韦是“奥尔良大区中心医院”的服务范围，后者是法国的一个区域性医疗机构，其主病区“河源医院”（Hôpital de la Source）距离奥利韦车程仅5分钟，设有床位1,752个，是当地规模最大的公立综合性医院。

### 住房
2017年，奥利韦境内共有各类住房11,400套，其中52.8%为独立式居民区，45.7%为集中式居民区。常住房屋占奥利韦市镇范围内居民建筑总量的92.8%。
在住房保障政策方面，2017年，奥利韦境内共有2,434户家庭获得了住房经济补助，受益人数占总人口数量的11.1%，其中2,370份为房租补助。

### 商业
2019年，奥利韦境内共有各类实体商铺361家，其中餐厅36家、大型超市5家、杂货店2家、面包房14家、肉铺4家、书店3家、装饰品店2家、银行门店19家、美容美发店25家、汽车维修店22家。市区东南部建有大型开放式商业街区。

### 体育
2019年，奥利韦境内共有2家游泳池、4间体育馆、1座综合体育场、12处网球场、2处马术场、2处足球或橄榄球场以及4处篮球或排球场。
奥利韦体育联盟（U.S. Olivet）是当地的一支足球队，2020至2021赛季参加中央-卢瓦尔河谷大区足球联赛。
除此之外，当地市政府利用卢瓦雷河水文条件，创建了一支市政皮划艇队。

### 环境
奥利韦的环境事务由其所属的公共社区负责。2019年，奥利韦境内共有2家污染企业。

### 治安
2019年，奥利韦市镇范围内暂无派出所或宪兵队。
2014年，奥利韦及附近地区共发生各类案件14,768起，其中盗窃类案件8,407起，经济类案件1,812起，毒品交易类案件820起。

## 文化
2019年，奥利韦境内有1家音乐厅。奥利韦市政府提供多媒体图书馆，向公众全年开放。

### 建筑
奥利韦境内有多处历史建筑，其中圣马丁教堂（Église Saint-Martin d'Olivet）是法国国家文物保护单位。

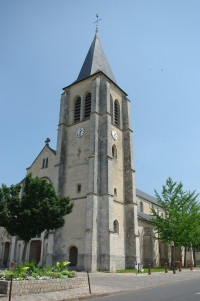
圣马丁教堂
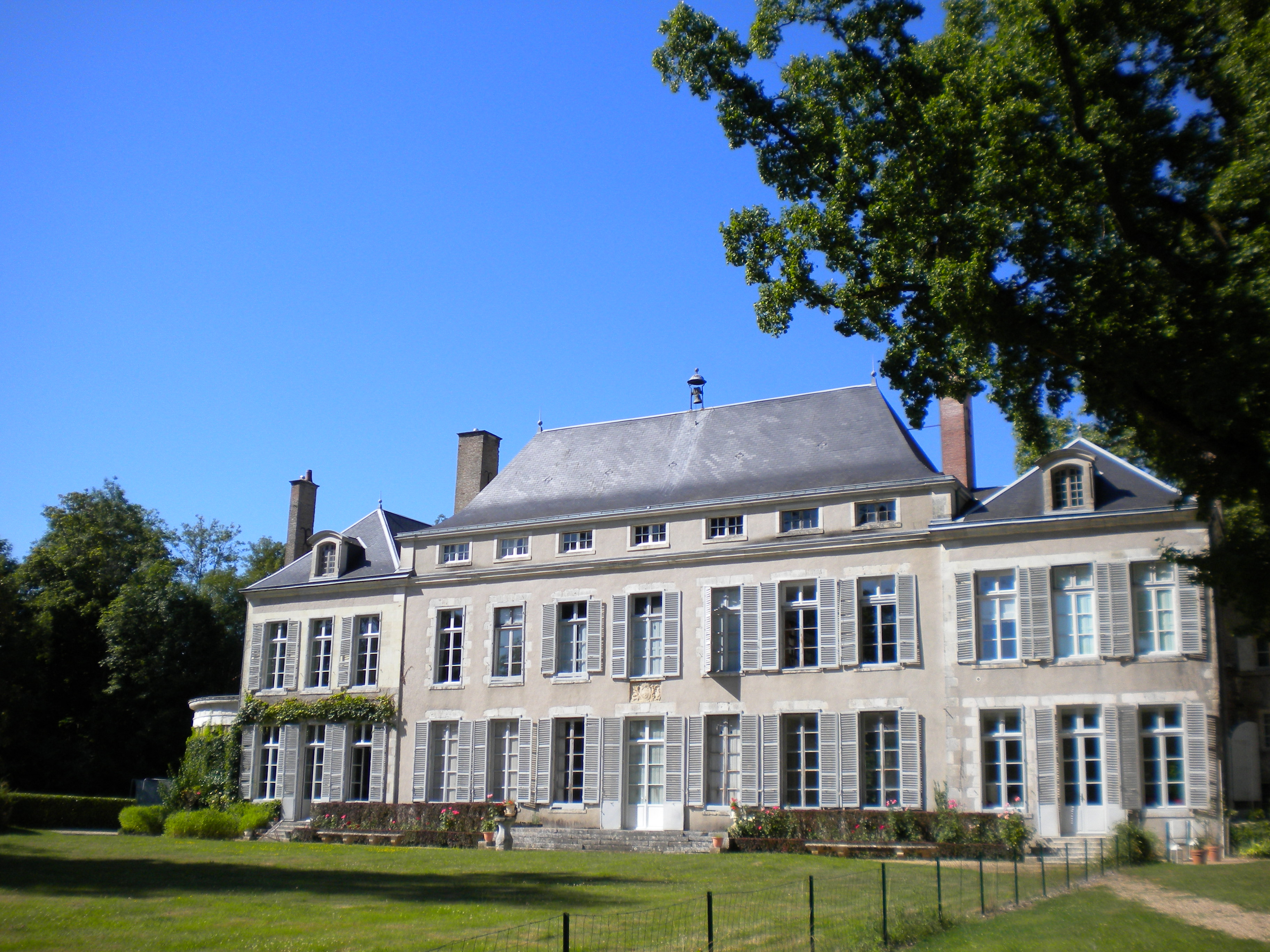
拉枫丹城堡
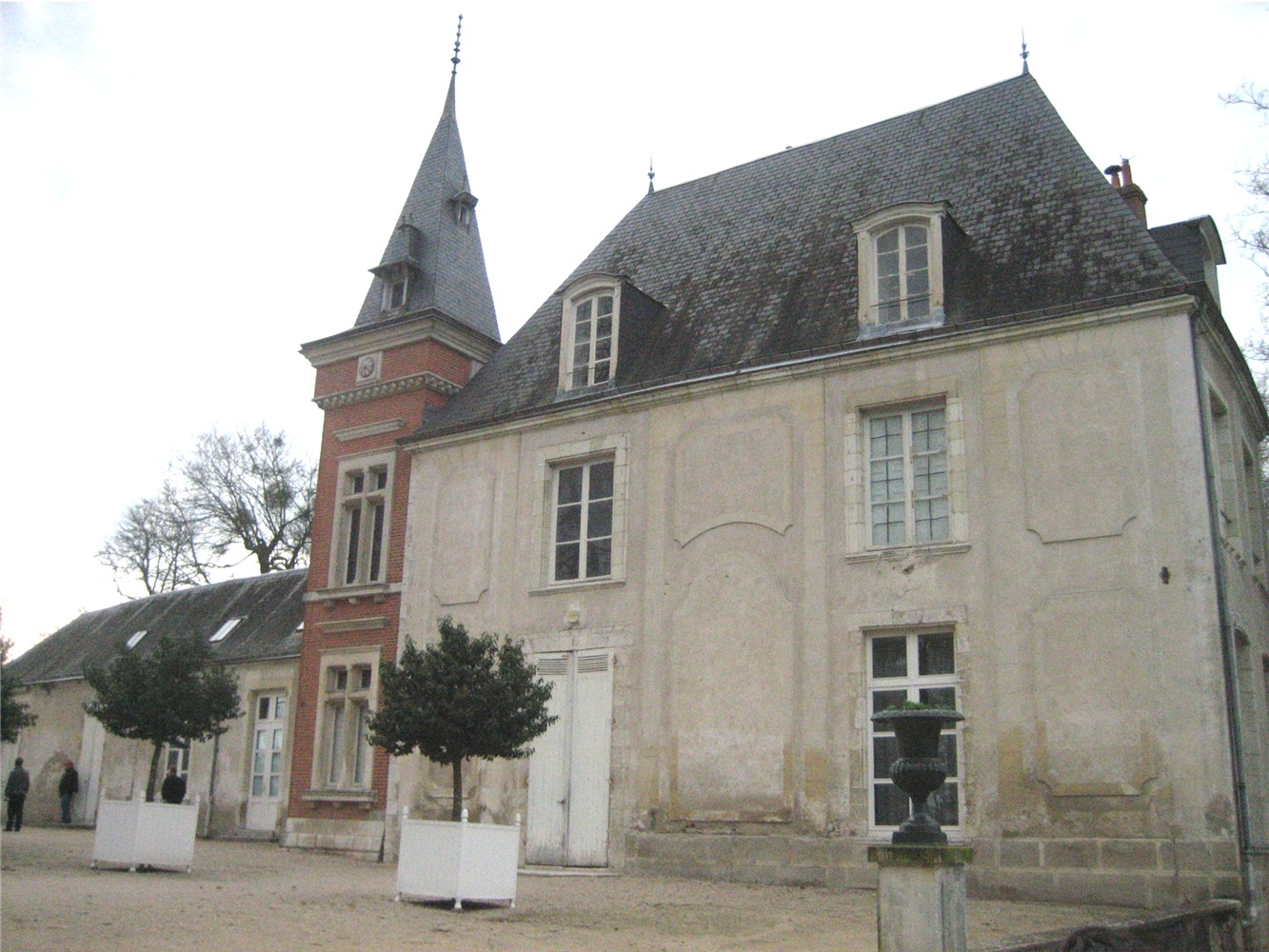
普蒂尔城堡
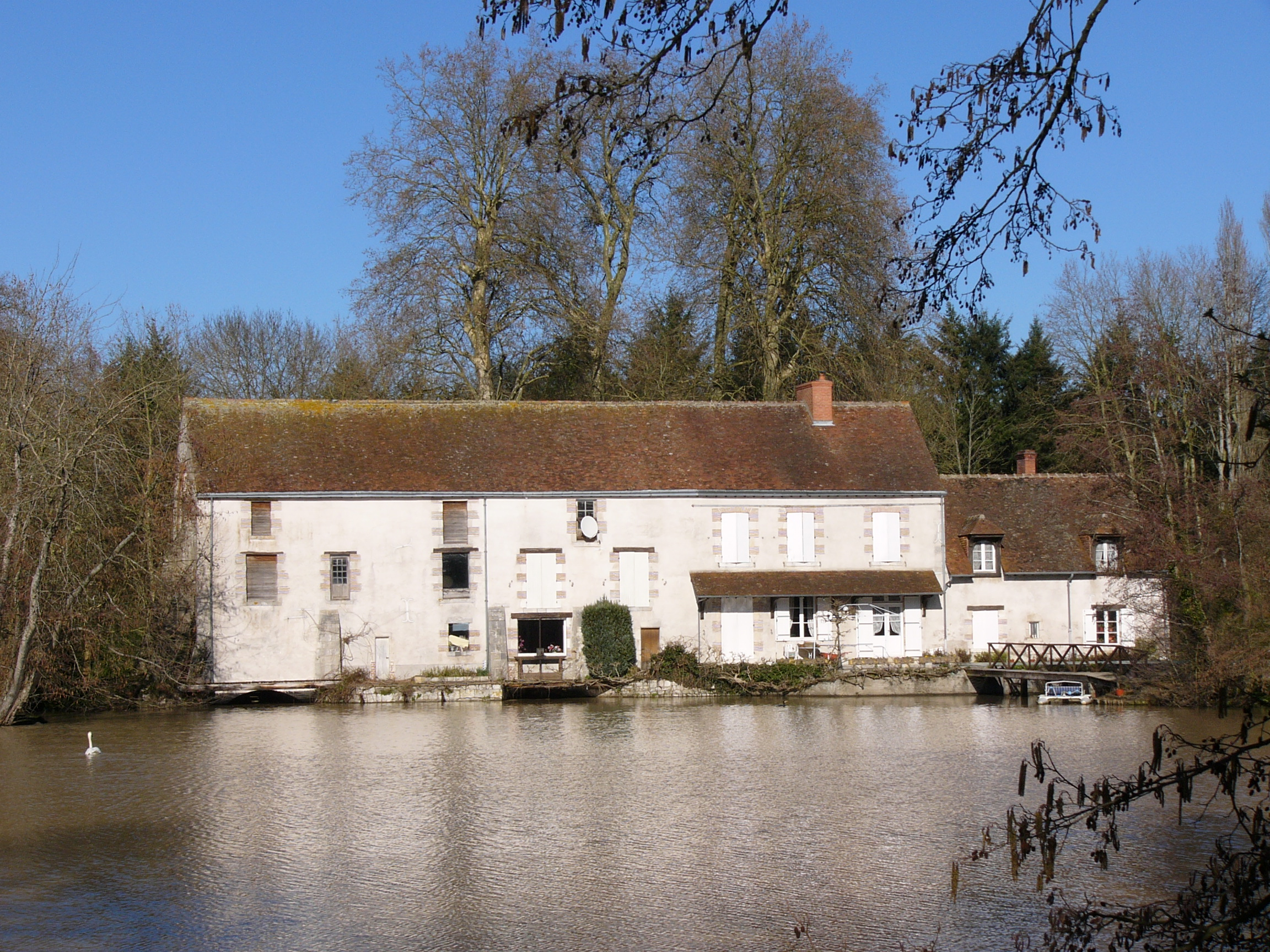
圣朱利安磨坊
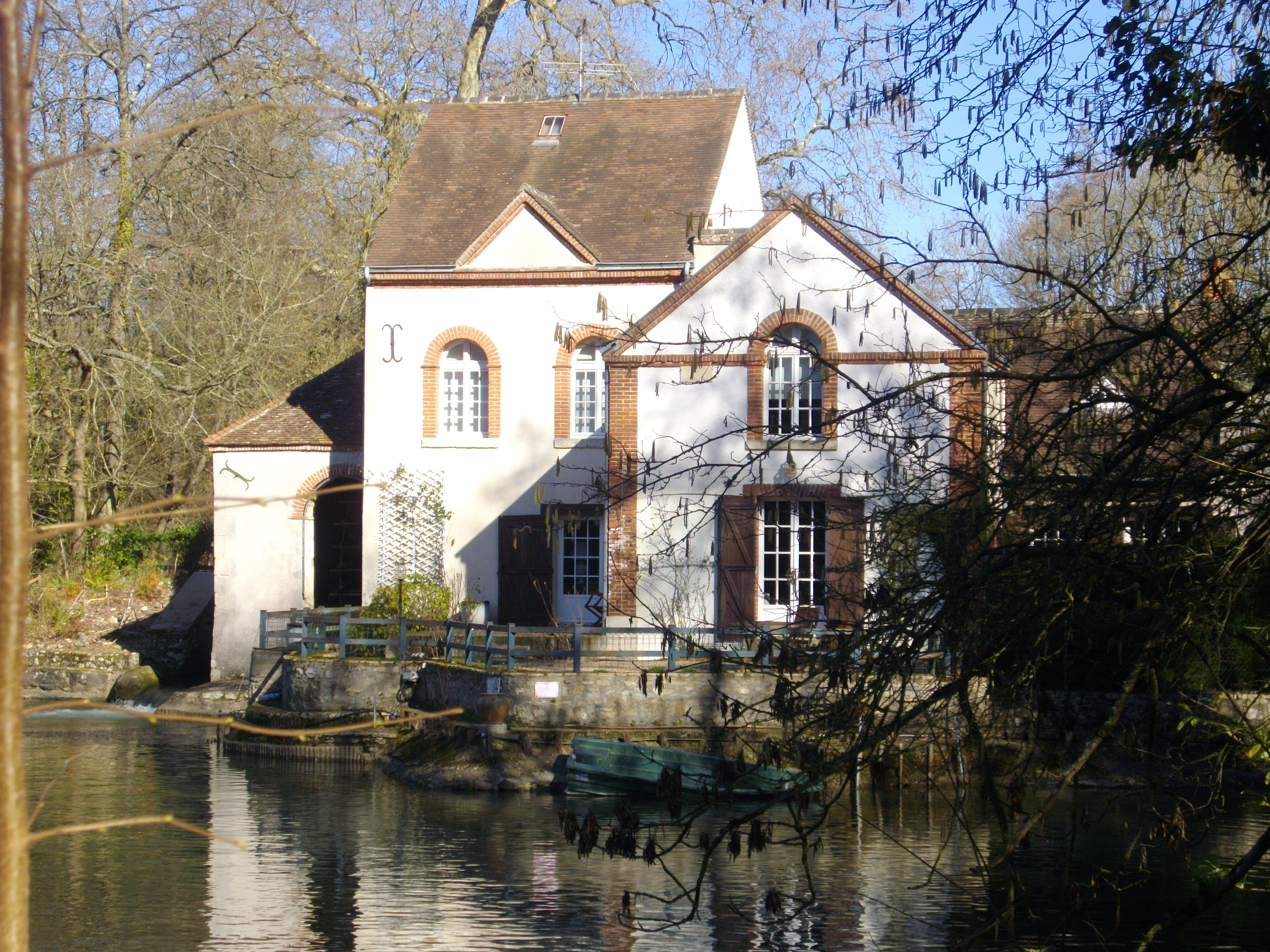
莫特磨坊
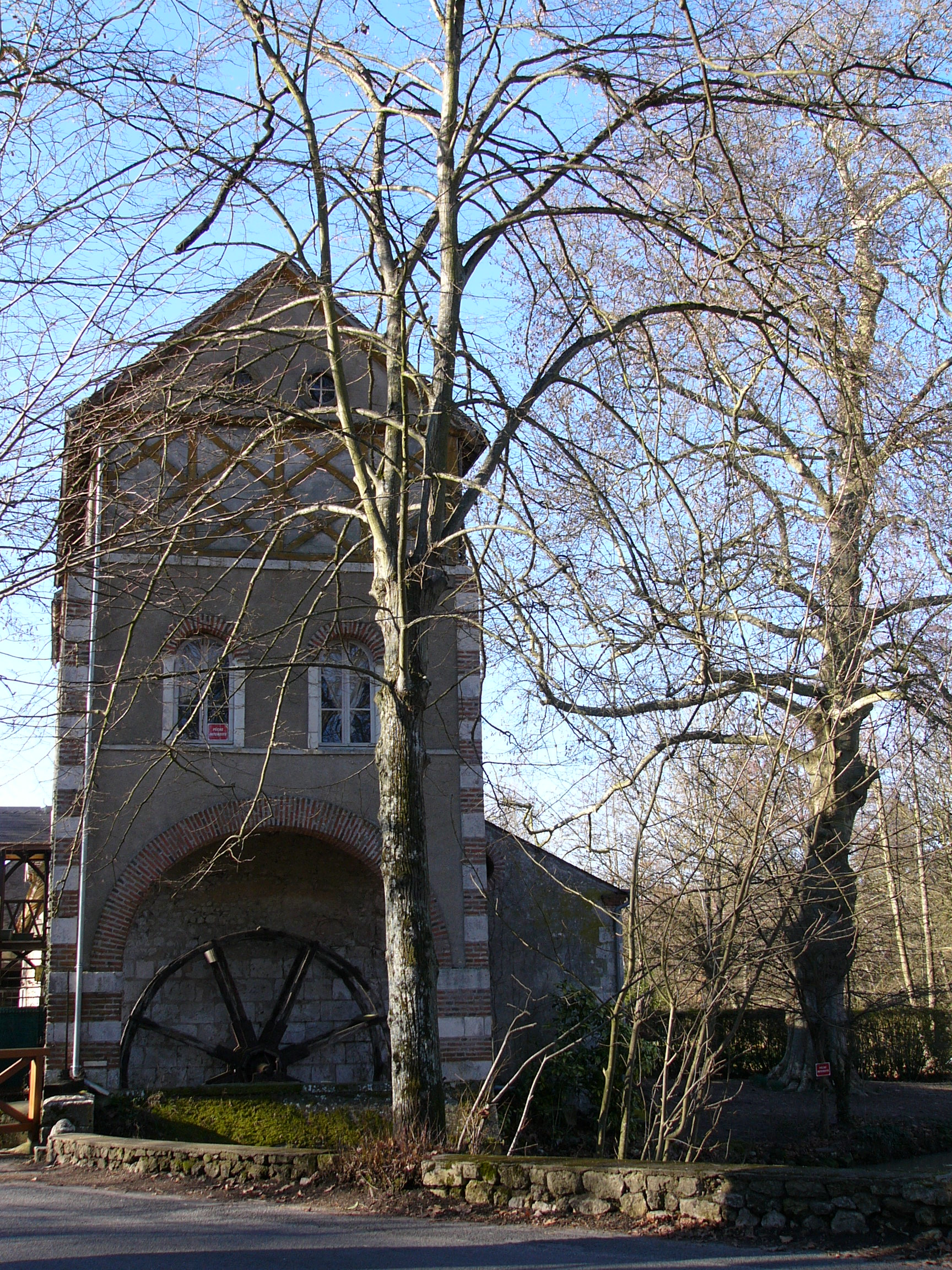
贝谢磨坊

### 旅游
奥利韦的旅游事务由其所属的公共社区负责。2020年，奥利韦境内共有8家宾馆共计383间房间；另有1个露营地，可容纳共46辆露营车。

### 媒体
法国主要的媒体均可在奥利韦接收，法国电视三台下属的中央-卢瓦尔河谷大区频道在部分时段播出奥利韦所属区域的地方新闻。

## 友好城市
截至2021年4月，奥利韦共与两座城市互为友好城市关系：
- 德国 巴特奥尔德斯洛
- 英格兰 費克納姆